# Subespécie de Canis lupus

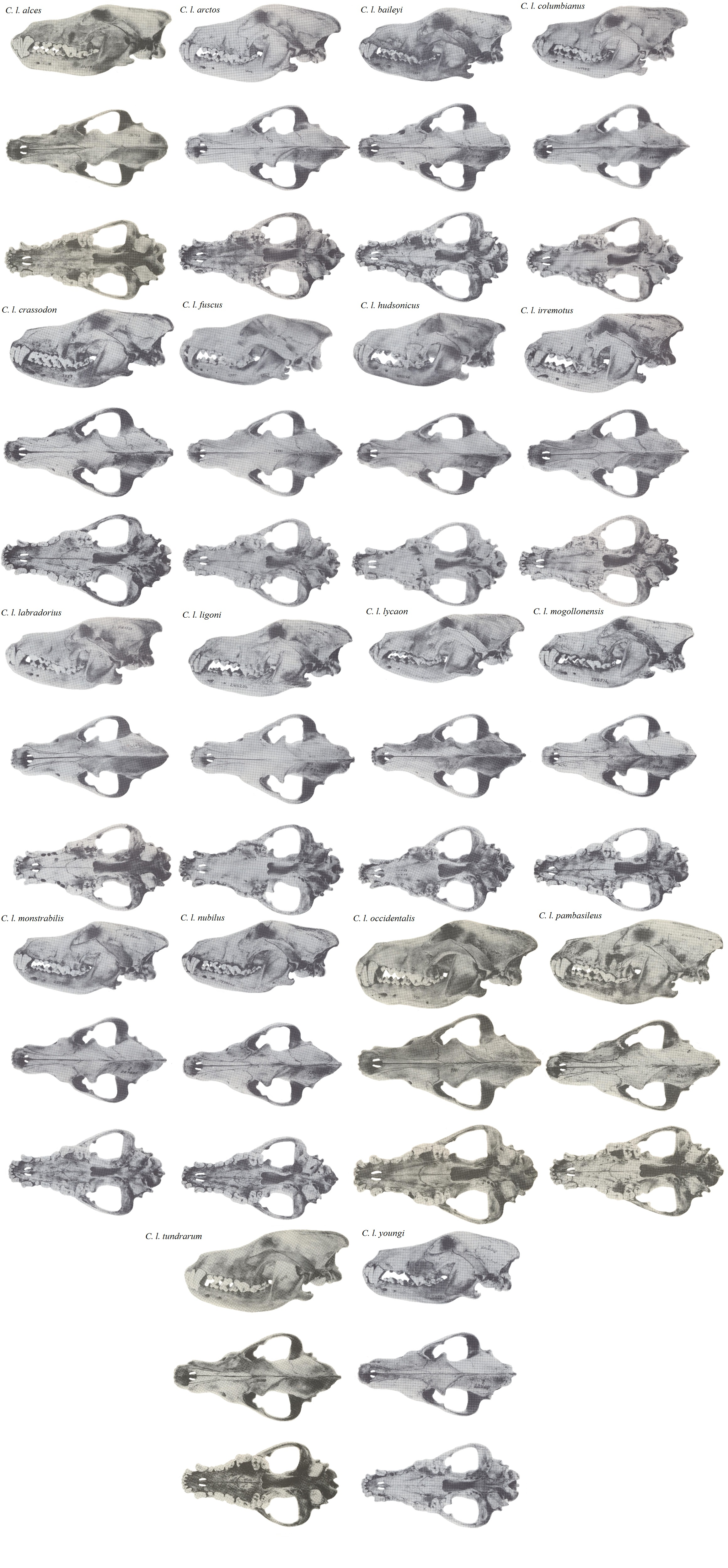
Crânios de várias subespécies de lobos da América do Norte

Há mais de 30 subespécies de Canis lupus listadas na autoridade taxonômica Mammal Species of the World (2005, 3ª edição). Essas subespécies foram nomeadas ao longo dos últimos 250 anos e, desde sua nomeação, várias delas foram extintas.

## Taxonomia

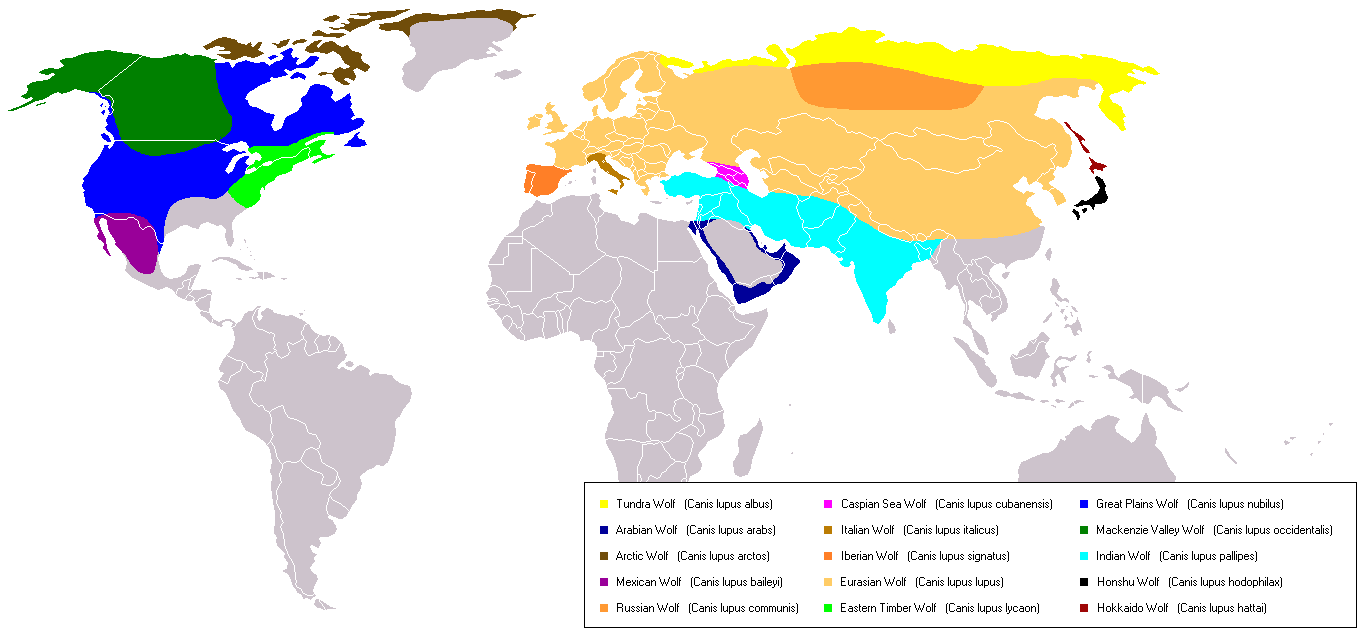
Distribuição atual e histórica de subespécies selvagens de C. lupus. Este mapa usa a subespécie norte-americana mais amplamente definida de Nowak (1995)

Em 1758, o botânico e zoólogo sueco Carl Linnaeus publicou em seu Systema Naturae a nomenclatura binomial – ou a nomenclatura de duas palavras – das espécies. Canis é a palavra latina que significa "cão", e sob este gênero ele listou os carnívoros semelhantes a cães, incluindo cães domésticos, lobos e chacais. Ele classificou o cão doméstico como Canis familiaris e na página seguinte classificou o lobo como Canis lupus. Lineu considerava o cão uma espécie distinta do lobo devido à sua cabeça, corpo e cauda recurvata – a sua cauda virada para cima – que não é encontrada em nenhum outro canídeo.
Em 1999, um estudo do DNA mitocondrial indicou que o cão doméstico pode ter se originado de múltiplas populações de lobos, com as "raças" dingo e cão cantor da Nova Guiné tendo se desenvolvido em uma época em que as populações humanas estavam mais isoladas umas das outras. Na terceira edição de Mammal Species of the World, publicada em 2005, o mamologista W. Christopher Wozencraft listou sob o lobo Canis lupus cerca de 36 subespécies selvagens e propôs duas subespécies adicionais: familiaris Linnaeus, 1758 e dingo Meyer, 1793. Wozencraft incluiu hallstromi – o cão cantor da Nova Guiné – como um sinônimo taxonômico para o dingo. Wozencraft referiu-se ao estudo do DNA como um dos guias na formação de sua decisão e listou as 38 subespécies sob o nome comum biológico de "lobo", com a subespécie nomeada sendo o lobo eurasiano (Canis lupus lupus) com base no espécime tipo que Lineu estudou na Suécia.

## Subespécies
Existem + de 30 subspécies de Canis lupus (lobo).[carece de fontes?]
Canis Lupus
- Canis lupus occidentalis — lobo do vale mackenzie
- Canis lupus signatus — lobo-ibérico
- Canis lupus arabs — lobo-árabe
- Canis lupus familiaris — cão-doméstico
- Canis lupus arctos — lobo-do-ártico (lobo-branco)
- Canis lupus lupus — lobo-eurasiático
- Canis lupus hallstromi — cão-cantor-da-nova-guiné
- Canis lupus dingo — dingo
- Canis lupus campestris — lobo-da-estepe
- Canis lupus hodophilax — lobo-de-honshu
- Canis lupus hattai — lobo-de-hokkaido
- Canis lupus italicus — lobo-italiano
- Canis lupus baileyi — lobo-mexicano
- Canis lupus pallipes — lobo-indiano
- Canis lupus lycaon — lobo-oriental
- Canis lupus chanco — lobo-do-himalaia
- Canis lupus laniger — lobo-tibetano
- Canis lupus albus — lobo-da-tundra-asiática
- Canis lupus communis — lobo-russo
- Canis lupus crassodon — lobo-de-vancouver
- Canis lupus griseoalbus — lobo-de-manitoba
- Canis lupus hudsonicus — lobo-da-baía-de-hudson
- Canis lupus irremotus — lobo-do-norte-das-montanhas-rochosas
- Canis lupus labradorius — lobo-de-labrador
- Canis lupus ligoni — lobo-do-arquipélago-alexander
- Canis lupus mackenzii — lobo-do-rio-mackenzie
- Canis lupus manningi — lobo-da-ilha-de-baffim
- Canis lupus nubilus — lobo-da-pradaria
- Canis lupus pambasileus — lobo-do-alasca
- Canis lupus orion — lobo-groenlandês
- Canis lupus tundraum — lobo-da-tundra-americana
- Canis lupus alces — lobo-da-península-do-kenai

### ÁfricaeEurásia(EuropaeÁsia)
| Subspécie               | Nome científico                                              | Distribuição geográfica | Estado de conservação                               | Imagem |
| ----------------------- | ------------------------------------------------------------ | --- | --------------------------------------------------- | ------ |
| Lobo-europeu            | Canis lupus lupus                                            | Habita em bosques da Europa e Rússia, mas tem desaparecido de muitos sítios onde ele existia. | LC - Pouco preocupante                              |        |
| Lobo-das-cavernas       | Canis-lupus-spelaeus                                         | Vivia em toda a Eurásia. Atualmente está extinto. | EX - Extinto (Fóssil) (Pré histórico)               |        |
| Lobo-ibérico            | Canis lupus signatus                                         | Existem duas populações de lobos-ibéricos: uma próspera a norte do Douro e uma com menos sorte a sul do Douro. As populações da Serra Morena estão isoladas do resto da população de lobos. | EN - Em Perigo (Portugal) VU - Vulnerável (Espanha) |        |
| Lobo-do-levante         | Canis lupus deitanus                                         | Não reconhecida oficialmente. Hoje em dia estão extintos. Vivia na parte oriental da Península Ibérica. | EX - Extinto                                        |        |
| Lobo-russo              | Canis lupus communis                                         | É a subespécie mais abundante de lobo, estendendo-se desde os Montes Urais até ao Pacífico. | LC - Pouco preocupante                              |        |
| Lobo-da-tundra-asiática | Canis lupus albus                                            | Habita na tundra ártica, desde a Finlândia até ao Estreito de Bering. | NT - Quase ameaçada                                 |        |
| Lobo-árabe              | Canis lupus arabs                                            | Vive em zonas desérticas e semidesérticas da Arábia. Atualmente está em grande perigo de extinção. | CR - Em perigo crítico                              |        |
| Lobo-da-estepe          | Canis lupus campestris Canis lupus cubanensis                | Vive nos Montes Altai, Mar cáspio e em toda a Ásia Central, exceto o Planalto Tibetano. | DD - Dados insuficientes                            |        |
| Lobo-tibetano           | Canis lupus chanco Canis lupus laniger canis lupus filchneri | Vive nos desertos e estepes da China, Mongólia, Manchúria e Tibete (Planalto Tibetano). | EN - Em perigo                                      |        |
| Cão-doméstico           | Canis lupus familiaris                                       | Por cidades(casas, ruas, praças, parques, bairros, munícipios...), campos, florestas, desertos, montanhas, tundras e até mesmo em planícies, o cão doméstico é uma subespécie cosmopolita, devido ao fato de quase sempre ser encontrado em associação com os seres humanos, este último o mamífero com maior área de distribuição geográfica no planeta. Em 2013, uma estimativa da população mundial de cães foi de 987 milhões. | Não avaliada: Domesticado                           |        |
| Cão-lobo                | Canis lupus familiaris                                       | Por cidades(casas, ruas, praças, parques, bairros, munícipios...), campos, florestas, desertos, montanhas, tundras e até mesmo em planícies, o cão doméstico é uma subespécie cosmopolita, devido ao fato de quase sempre ser encontrado em associação com os seres humanos, este último o mamífero com maior área de distribuição geográfica no planeta. Em 2013, uma estimativa da população mundial de cães foi de 987 milhões. | Não avaliada: Domesticado                           |        |
| Lobo-dourado-africano   | Canis lupus lupaster                                         | Ocorre no Senegal, Nigéria, Chade, Marrocos, Argélia, Tunísia, Líbia, Quênia, Egito e Tanzânia. | LC - Pouco preocupante                              |        |
| Lobo-egípcio            | Canis lupus aureus                                           | Durante muito tempo considerada como uma subespécie de chacal-dourado, hoje em dia é considerada como uma subespécie de lobo. Vivia desde os Atlas até ao Egito. Hoje em dia só habita uma pequena parte na costa mediterrânica egípcia e líbia. | LC - Pouco preocupante                              |        |
| Lobo-senegalês          | Canis lupus lupaster (anthus)                                | nativo do senegal sendo seu nome uma homenagem ao país. | LC - Pouco preocupante                              |        |
| Lobo-italiano           | Canis lupus italicus                                         | Habita os montes Apeninos. A sua área geográfica é mais extensa do que a do lobo-ibérico, estendendo-se até aos Alpes italianos. | VU - Vulnerável                                     |        |
| Lobo da sicília         | canis lupus cristaldii                                       | Vivia na sicília, Itália. Hoje está extinto. | EX - Extinto                                        |        |
| Lobo-indiano            | Canis lupus pallipes                                         | Vive desde o Irão até à Índia e à Península do Decão. Devido ao cruzamentos com cães domésticos, sua distribuição geográfica tem diminuído muito. | EN - Em perigo                                      |        |
| Lobo-de-hokkaido        | Canis lupus hattai                                           | Vivia antigamente na Ilha de Hokkaido e Sacalina. Hoje em dia está extinto, tal como o lobo-de-honshu. | EX - Extinto                                        |        |
| Lobo-de-honshu          | Canis lupus hodophilax                                       | Vivia nas ilhas de Honshu, Sikoku e Kyushu. Acredita-se que o lobo de honshu é o antepassado dos cães domésticos. Hoje em dia, tanto este como o de Hokkaido estão extintos. | EX - Extinto                                        |        |

### Australásia(Oceânia)
| Subspécie                | Nome científico        | Área geográfica | Estado de conservação                     | Imagem |
| ------------------------ | ---------------------- | --- | ----------------------------------------- | ------ |
| Dingo                    | Canis lupus dingo      | Vive na Austrália. Devido ao cruzamentos com cães domésticos e na introdução de gatos e raposas, sua distribuição geográfica tem diminuído muito. | VU - Vulnerável                           |        |
| Cão-cantor-da-nova-guiné | Canis lupus hallstromi | Vive na Ilha da Nova Guiné. É o parente mais próximo do dingo. Devido á mudanças climáticas na ilha como tempestades e furacões, sua distribuição geográfica tem diminuído muito. Possivelmente está extinto na natureza. | EW?CR - Possivelmente extinto na natureza |        |
| Cão-doméstico            | Canis lupus familiaris | Por cidades (casas, ruas, praças, parques, bairros, munícipios...), campos, florestas, desertos, montanhas, tundras e até mesmo em planícies, o cão doméstico é uma subespécie cosmopolita, devido ao fato de quase sempre ser encontrado em associação com os seres humanos, este último o mamífero com maior área de distribuição geográfica no planeta. Em 2013, uma estimativa da população mundial de cães foi de 987 milhões. | Não avaliada: Domesticado                 |        |

### Américas
| Subspécie                                      | Nome científico           | Área geográfica | Estado de conservação     | Imagem |
| ---------------------------------------------- | ------------------------- | --- | ------------------------- | ------ |
| Lobo-do-vale-do-mackenzie e o Lobo da Beríngia | Canis lupus occidentalis  | Foi descoberto perto do Rio Mackenzie, daí o nome. A distribuição geográfica deste lobo estende-se desde o Oceano Glacial Ártico até ao estado canadiano de Alberta, e recentemente na Califórnia. É provavelmente o maior lobo do mundo. | LC - Pouco preocupante    |        |
| Lobo-da-península-de-kenai                     | Canis lupus alces         | Península de Kenai, Alasca | EX - Extinto              |        |
| Lobo do ártico                                 | Canis lupus arctos        | Habita as ilhas setentrionais do Canadá. | DD - Dados insuficientes  |        |
| Lobo-mexicano                                  | Canis lupus baileyi       | Vive somente em dois parques nacionais, no Arizona e no Novo México. Corre grande perigo de extinção. | EN - Em perigo            |        |
| Lobo-da-terra-nova                             | Canis lupus beothucus     | Vivia na ilha da Terra Nova. Atualmente está extinto. | EX - Extinto              |        |
| Lobo-de-bernard                                | Canis lupus bernardi      | Antigamente vivia no Arquipélago Victoria. Atualmente está extinto. | EX - Extinto              | -      |
| Lobo-da-colúmbia-britânica                     | Canis lupus columbianus   | Vive nos estados canadianos de Alberta, Colúmbia Britânica e Yukon. | NT - Quase ameaçada       |        |
| Lobo-da-ilha-de-vancouver                      | Canis lupus crassodon     | Encontra-se na Ilha de Vancouver, no Canadá. | EN - Em perigo            |        |
| Cão-doméstico                                  | Canis lupus familiaris    | Por cidades(casas, ruas, praças, parques, bairros, munícipios...), campos, florestas, desertos, montanhas, tundras e até mesmo em planícies, o cão doméstico é uma subespécie cosmopolita, devido ao fato de quase sempre ser encontrado em associação com os seres humanos, este último o mamífero com maior área de distribuição geográfica no planeta. Em 2013, uma estimativa da população mundial de cães foi de 987 milhões. | Não avaliada: Domesticado |        |
| Cão lobo                                       | Canis lupus familiaris    | Por cidades(casas, ruas, praças, parques, bairros, munícipios...), campos, florestas, desertos, montanhas, tundras e até mesmo em planícies, o cão doméstico é uma subespécie cosmopolita, devido ao fato de quase sempre ser encontrado em associação com os seres humanos, este último o mamífero com maior área de distribuição geográfica no planeta. Em 2013, uma estimativa da população mundial de cães foi de 987 milhões. | Não avaliada: Domesticado |        |
| Lobo-vermelho                                  | Canis lupus rufus         | Sudeste dos Estados Unidos, leste da Pennsylvania, sul da Flórida e no sudeste do Texas. | CR - Em perigo crítico    |        |
| Lobo-de-gregory                                | Canis lupus gregoryi      | Vivia em Gregory, no Texas. Hoje em dia está extinto. | EX - Extinto              |        |
| Lobo-preto-da-flórida                          | Canis lupus floridanus    | Vivia nos bosques húmidos da Flórida, Carolina do Norte, Carolina do Sul, Alabama, Geórgia e Mississípi. Atualmente está extinto. | EX - Extinto              |        |
| Lobo-do-texas                                  | Canis lupus monstrabilis  | Vivia antigamente no Texas e Novo México. Hoje em dia está extinto. | EX - Extinto              |        |
| Lobo-das-montanhas-cascade                     | Canis lupus fuscus        | Encontrava-se na costa do Pacífico, desde o Sudoeste do Canadá até ao Norte da Califórnia. Atualmente está extinto. | EX - Extinto              |        |
| Lobo-de-manitoba                               | Canis lupus griseoalbus   | Encontrava-se nos estados canadianos de Manitoba e Saskatchewan. Atualmente está extinto. | EX - Extinto              |        |
| Lobo-da-baía-de-hudson                         | Canis lupus hudsonicus    | Pode-se encontrar à volta da Baía de Hudson e também no Alasca, no Escudo Canadiano e no estado americano de Maine. | LC - Pouco preocupante    |        |
| Lobo-do-norte-das-montanhas-rochosas           | Canis lupus irremotus     | Está em perigo crítico. Atualmente há poucos avistamentos destes lobos. Ocasionalmente, no Manitoba, há avistamentos, como mostra a imagem. | CR - Em perigo crítico    |        |
| Lobo-do-labrador                               | Canis lupus labradorius   | Habita a Península do Labrador e o norte do Quebeque. | VU - Vulnerável           |        |
| Lobo-do-arquipélago-alexander                  | Canis lupus ligoni        | Vive no Arquipélago Alexander, no sul do Alasca. | LC - Pouco preocupante    |        |
| Lobo-do-rio-mackenzie                          | Canis lupus mackenzii     | Habita o noroeste do Canadá e recebe o seu nome devido ao Rio Mackenzie. | LC - Pouco preocupante    |        |
| Lobo-da-ilha-de-baffim                         | Canis lupus manningi      | Vive na Ilha de Baffim, no nordeste do Canadá. | DD - Dados insuficientes  |        |
| Lobo-mogollon                                  | Canis lupus mogollonensis | Vivia no norte do Arizona e no leste do Nevada. Está extinto hoje em dia. O seu nome provém das tribos Mogollon. | EX - Extinto              |        |
| Lobo-da-pradaria                               | Canis lupus nubilus       | Antigamente tinha uma ampla distribuição, que ia desde o Manitoba até ao Texas. Atualmente só restam algumas populações nos Grandes Lagos e no Minnesota. | LC - Pouco preocupante    |        |
| Lobo-da-gronelândia                            | Canis lupus orion         | É o lobo que vivia mais próximo do ártico. Corre grande perigo de extinção. Pode ser avistado no norte da Gronelândia. | CR - Em perigo crítico    |        |
| Lobo-do-alasca                                 | Canis lupus pambasileus   | Vive nos bosques do Alasca. É provavelmente o maior lobo do mundo. | LC - Pouco preocupante    |        |
| Lobo-da-tundra-americana                       | Canis lupus tundrarum     | Vive nas tundras do norte do Alasca. Muito similar ao outro que habita na Ásia. | LC - Pouco preocupante    |        |
| Lobo-do-sul-das-montanhas-rochosas             | Canis lupus youngi        | Vivia no Utah, no Arizona, no Novo México, no Colorado e no Wyoming. Atualmente está extinto. | EX - Extinto              |        |
| Lobo-oriental                                  | Canis lupus lycaon        | Atualmente, a espécie vive no norte de minessota,a espécie havia sido removida da região dos três lagos mas atualmente está sobre proteção. | EN - Em perigo            |        |